# George Burnett
Pour les articles homonymes, voir Burnett.
George Burnett, né en 1918 dans le quartier de Southwark, à Londres, et mort en 1995 à Eastbourne, dans le comté du Sussex de l'Est, est un auteur britannique de roman policier.

## Biographie
Il sert dans le régiment de la Royal Artillery britannique pendant la Seconde Guerre mondiale. À la fin du conflit, il reprend son métier d'acteur de théâtre, puis devient professeur d'art dramatique.
Après avoir publié en 1958 la nouvelle By Person or Persons Unknown dans le John Creasy Mystery Magazine, il se lance pendant les années 1960 dans l'écriture de quelques romans policiers, dont deux ont pour héros l'inspecteur Gulliver.

## Œuvre

### Romans

#### SérieInspecteur Gulliver
- The Sheep and the Wolves (1962)
- Violent Security (1962)

#### Autres romans
- The Finsbury Lot (1963)
- Dead Account (1966) Publié en français sous le titre Une chatte en colère, Paris, Librairie des Champs-Élysées, Le Masque no 1024, 1968

### Nouvelle
- By Person or Persons Unknown (1958)

## Source
- Jacques Baudou et Jean-Jacques Schleret, Le Vrai Visage du Masque, vol. 1, Paris, Futuropolis, 1984, 476 p. (OCLC 311506692), p. 86.